# Atherigona vietnamensis
Atherigona vietnamensis är en tvåvingeart som beskrevs av Shinonaga och Thinh 2000. Atherigona vietnamensis ingår i släktet Atherigona och familjen husflugor.
Artens utbredningsområde är Vietnam. Inga underarter finns listade i Catalogue of Life.